# زردپره سرخاکستری

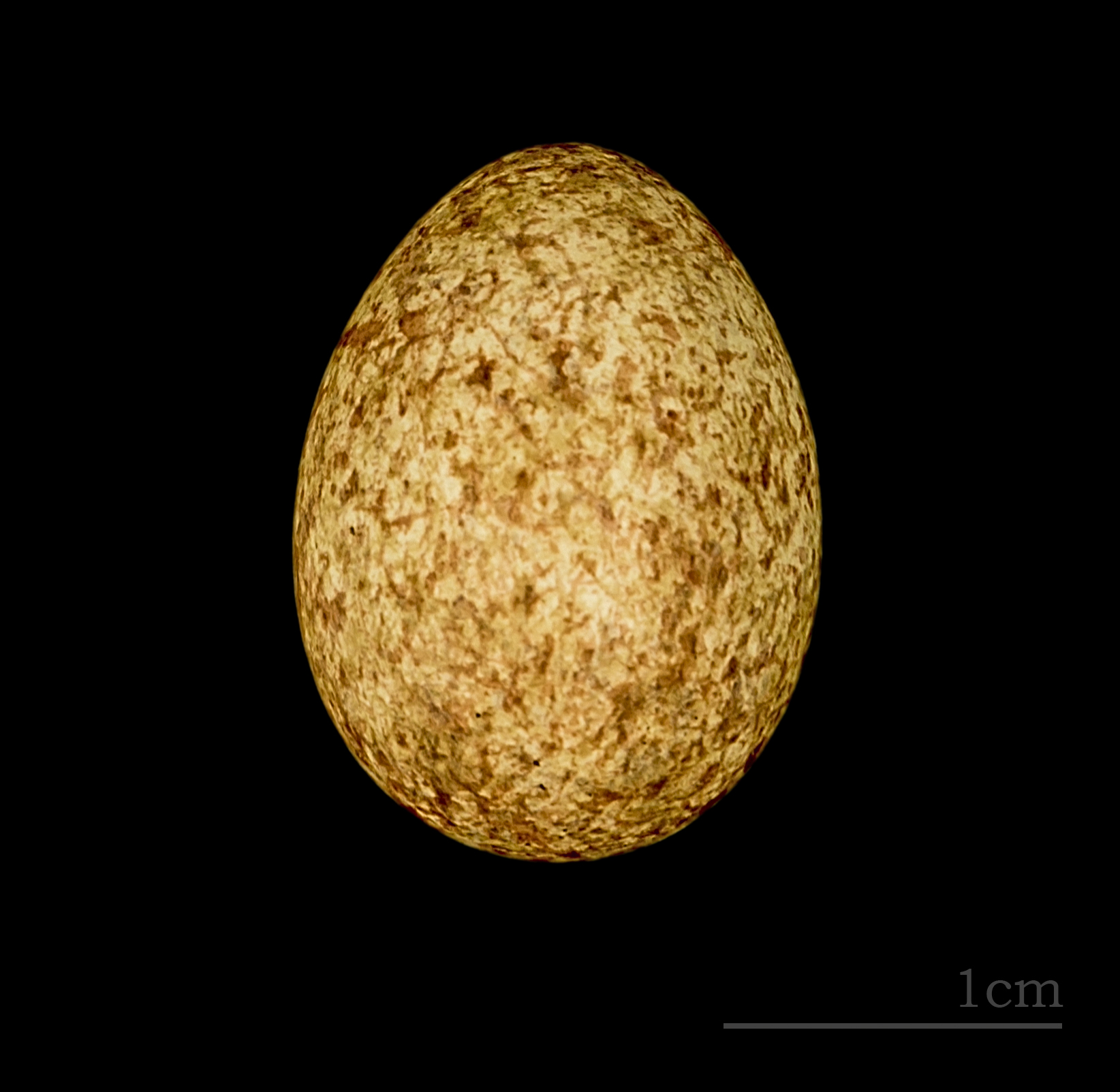
Emberiza buchanani

زردپره سرخاکستری   (نام علمی: Emberiza buchanani) پرنده‌ای از گروه زردپره‌ها در تیرهٔ زردپرگان در راستهٔ گنجشک‌سانان است. این پرنده از دریای خزر تا آلتایی در آسیای مرکزی زندگی می‌کند و در بخش‌هایی از آسیای جنوبی زمستان گذرانی می‌کند. در ایران نیز تابستان‌ها فراوان یافت می‌شود. زردپره سرخاکستری مانند سایر زردپره‌ها در گروه‌های کوچک زندگی می‌کند.